# Gênante lijven
Gênante lijven (Engels: Embarrassing Bodies of Embarrassing Illnesses) is een Brits televisieprogramma. In het programma worden er gênante, opvallende en schokkende aandoeningen behandeld.
Het team van doktoren, bestaande uit Christian Jessen, Pixie McKenna, James Russell, Priya Manickavasagar en Dawn Harper, helpt de patiënten door ze na het stellen van een diagnose door te sturen naar een specialist of apotheek.
Het programma heeft diverse varianten, zoals Gênante lijven: Kids en Gênante lijven: Tieners. In het Verenigd Koninkrijk is het programma te zien als Embarrassing Bodies op Channel 4. In Nederland is het onder de titel Gênante lijven uitgezonden op RTL 5.
In het Verenigd Koninkrijk wordt Embarrassing Bodies sinds 2007 gemaakt door Maverick Television. Eind 2011 begon er een geheel onafhankelijke Nederlandstalige spin-off van dit programma, Dit is mijn lijf, uitgezonden op RTL 4. Het programma wordt gepresenteerd door een mannelijke en vrouwelijke arts die met hun mobiele spreekkamer diverse plaatsen in Nederland een bezoek brengen. In 2012 was ook op VTM een gelijkaardig Vlaams programma te zien, namelijk Het spreekuur.

## Doktoren
- Christian Jessen
- Pixie McKenna
- James Russell
- Priya Manickavasagar
- Dawn Harper